# Vysídlení Benešovska, Neveklovska a Sedlčanska

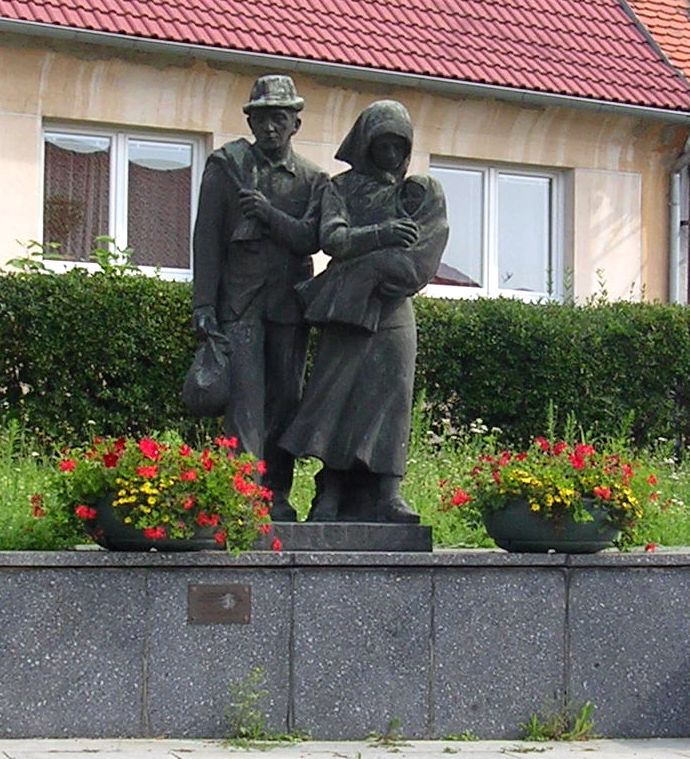
Lidé bez domova, sousoší vytvořené v roce 1978 Břetislavem a Milanem Bendovými na paměť násilného vyklizení Sedlčanska. Je umístěno na Sukově náměstí v Sedlčanech

Vysídlení obyvatel Benešovska, Neveklovska a Sedlčanska se uskutečnilo v letech 1942 až 1944. Na území mezi Vltavou a Sázavou vymezeném těmito řekami, státní silnicí č. 3, železniční tratí Praha - Tábor, železniční tratí Olbramovice – Sedlčany a silnicí Sedlčany – Příbram vznikl výcvikový prostor Waffen-SS na Benešovsku (SS-Truppenübungsplatz Beneschau, později přejmenovaný na SS-Truppenübungsplatz Böhmen, tj. „Výcvikový prostor SS Čechy“) o rozloze 441 km². Vysídlení proběhlo v několika etapách a zasáhlo na 70 politických obcí, 180 osad a 30 000 lidí.

## Germanizační plány

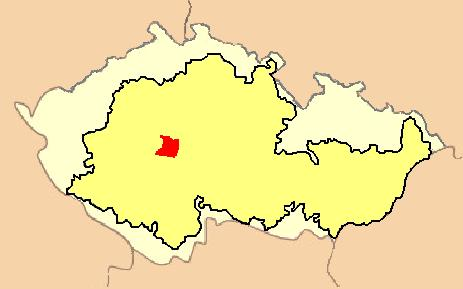
Výcvikový prostor jednotek SS ve středních Čechách 1942–1945
Výcvikový prostor
Protektorát Čechy a Morava

Po vzniku Protektorátu Čechy a Morava v roce 1939 započali Němci s „konečným řešením české otázky“. V první fázi šlo o vytvoření oblastí, ze kterých mělo být stávající české obyvatelstvo vysídleno a nahrazeno německým. V srpnu 1940 oznámili svoje rozhodnutí rozšířit stávající vojenská cvičiště v Milovicích, v Brdech a na Vyškovsku a s jeho realizací započali v roce 1941. Po nástupu Reinharda Heydricha do funkce zastupujícího říšského protektora se urychlily přípravy vysídlení dalších oblastí. Jako první byl vybrán prostor, který ležel ve středu české části Protektorátu, a jeho germanizací mělo vzniknout německé území uprostřed souvislého českého osídlení. Součástí plánu bylo i úplné vystěhování Benešova, ze kterého se mělo stát SS-Stadt Böhmen. Současně vznikly rámcové plány na vytvoření souvislého německého osídlení od Plzně až k Jihlavě, které měly být zahájeny následně.

## Historické souvislosti
Vymezování hranic oblasti začalo koncem roku 1941 a omezené informace o plánu unikly mezi obyvatelstvo počátkem roku 1942. Vysídlení velké oblasti bylo generální zkouškou pro další plány. Realizace byla zahájena počátkem roku 1942, kdy se válečné události vyvíjely pro Německo velmi nadějně. Vlastní vysídlování začalo až po atentátu na Heydricha. Plán byl dokončen v roce 1944 za vojenské situace, která byla zcela opačná než při jeho zahájení.

## Právní rámec
První vysídlení bylo nařízeno dne 14. března 1942 vyhláškou Okresního úřadu v Benešově č.j. 325/pres. Vyhláška se odvolávala na článek 3 zákona o právu vyvlastňovat pozemky při zřizování vojenských objektů a cvičišť ze dne 14. července 1927, což byl původní československý zákon přejatý do právního řádu Protektorátu. Zároveň byla zřízena přesídlovací kancelář v Benešově, která pak řídila další vysídlování. K tomu vydávala vlastní vyhlášky, z nich některé se dále odvolávaly na zákon ze dne 29. března 1935 o vyvlastnění k účelům obrany státu a na říšský zákoník I.S.467 o získávání půdy pro účely branné moci. K vyvlastnění mělo dojít za náhradu a výše odškodnění měla být určena při smírčím jednání.

## Realizace

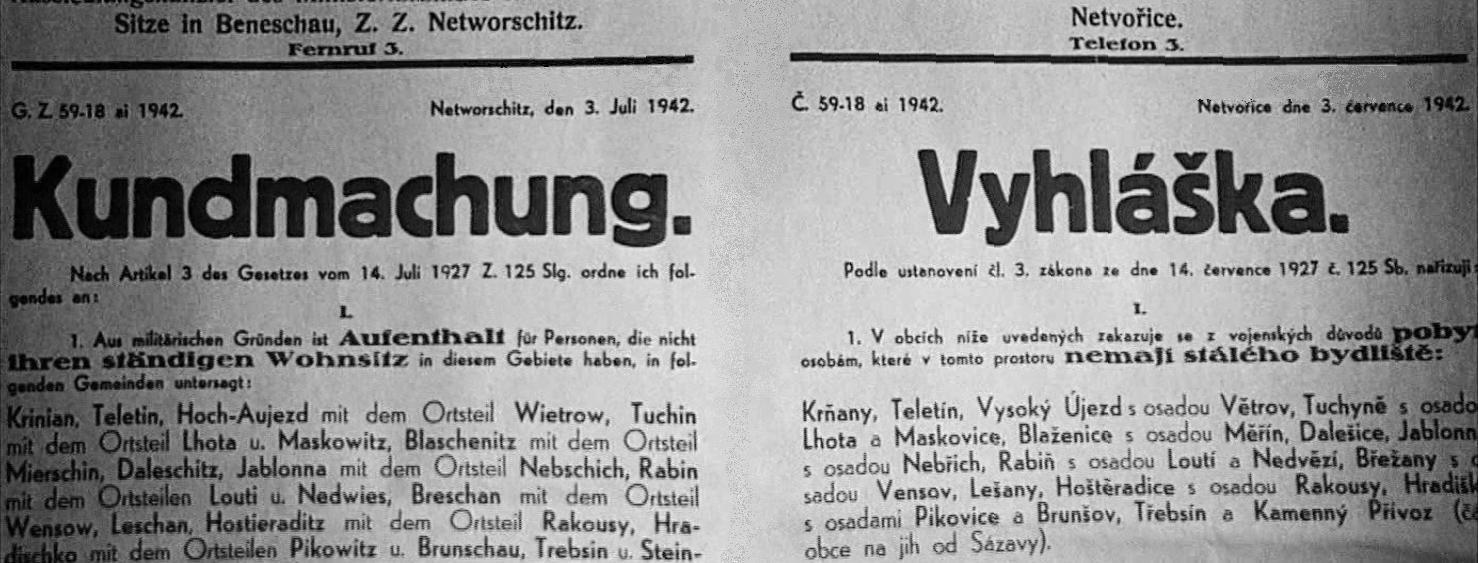
Jedna z prvních vyhlášek

Vyhláškou ze 14. března 1942 byla určena první etapa vysídlení (v německých textech nazývaná zóna). Aby bylo možno vystěhování lépe řídit, byly zřizovány pobočky přesídlovací kanceláře, a to nejprve v Netvořicích, po jejich vysídlení v Čerčanech a následně i v Sedlčanech. Přesídlenci byli povinni si nalézt nové ubytování sami mimo území cvičiště. Většina se snažila ubytovat někde poblíž, ale nakonec hledali ubytování po celém Protektorátu. Nejobtížnější bylo najít volnou zemědělskou usedlost, ať už ke koupi nebo pronájmu. K vyhledání ubytování napomáhal Ústav pro péči o přistěhovalce, který byl původně zřízen po Mnichovské dohodě pro obyvatele, kteří museli odejít z pohraničí. Ústav pomocí dotazníku o ubytovacím prostoru zjišťoval u obecních úřadů volné prostory a tyto prostory pak přesidlovací kancelář nabízela přesídlencům. V případě zájmu vydala kancelář majiteli takového prostoru ubytovací příkaz. Přesídlenci získali domovské právo v obci, kam se přistěhovali poprvé.

Průběh vysídlení Neveklovska

Podmínky vysídlení se lišily podle jednotlivých etap. Zprvu bylo vysídlencům povoleno si s sebou odvézt veškeré movité věci. Později byli nuceni veškerý majetek ponechat na místě. Vysídlení měli nárok na náhradu výloh na stěhování jedné usedlosti ve výši 1500 korun (K) + 2 % její odhadní ceny a měli být odškodněni za ponechaný majetek. Ten byl narychlo oceňován – např. za pozemky se přiznávalo podle velikosti usedlosti od 1000 do 1250 říšských marek (RM) za hektar, za budovy podle stavebního stavu od 15 do 60 RM za m² zastavěné plochy. Proplácelo se nejvýše 80 % ceny, zbytek zůstal jako záruka za případné závady. Celkem bylo přiznáno odškodnění ve výši 297 392 367,80 K. Ve skutečnosti nebyli odškodněni všichni, protože část občanů vyjádřila odmítnutím odškodného svůj nesouhlas s vyvlastněním.
Stěhovací plány se často měnily a doplňovaly, což mělo za následek nesrovnalosti ve vyhláškách přesídlovací kanceláře. Z obcí mělo být vysídleno veškeré obyvatelstvo, kromě těžko nahraditelných profesí jako např. kominíci. Tento plán byl dodržen pouze u některých obcí, převážně z I. zóny. Méně kvalifikovaná pracovní síla měla být nahrazena vězni z koncentračních táborů. Toto schéma muselo být opuštěno, protože přineslo naprostý hospodářský neúspěch, neboť vzniklý pokles zemědělské produkce byl ve válečné době nenahraditelný. Proto z dalších zón byly intenzivně vysídleny pouze obce se strategickým významem. V ostatních obcích mohla zůstat větší část obyvatel, ovšem pouze jako námezdní pracovní síla. Národně socialistický charakter okupačního režimu dokládá skutečnost, že vystěhováni byli především majitelé polností, kdežto dělníků se vysídlení dotklo jen v menší míře. Ani tito obyvatelé však nezůstali ve svých domovech a byli nuceni se stěhovat, a to i vícekrát.
Po skončení války se během května 1945 vraceli domů ti, kteří nebyli vysídleni. Většina ostatních se vracela na přelomu let 1945/1946. Část obyvatel, především vlastníci zcela zničených usedlostí, se již nevrátila a mnozí se přestěhovali do oblastí, ze kterých byli odsunuti Němci.

## Rozsah

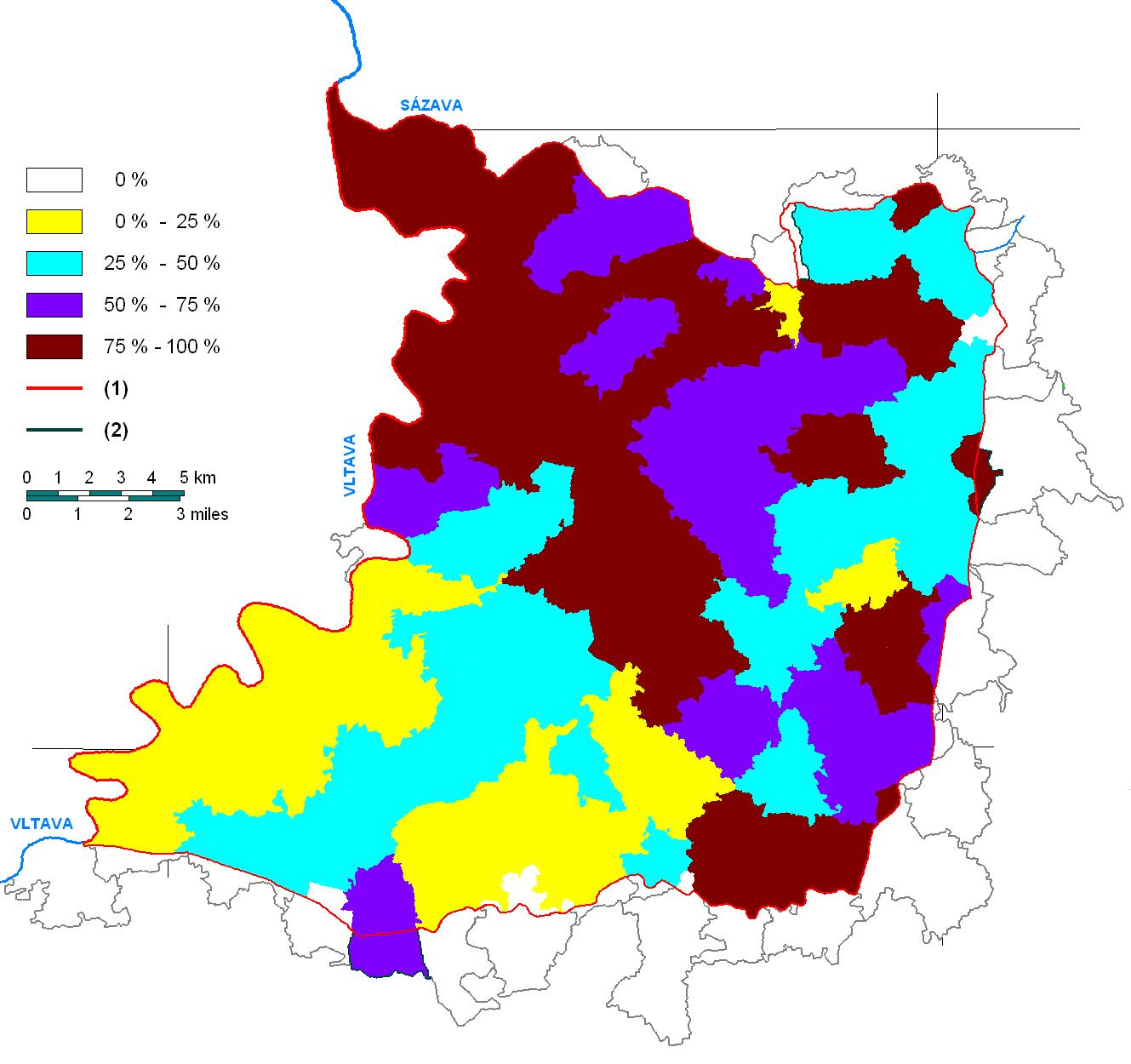
Podíl vysídlených z původního obyvatelstva
0 %
0 – 25 %
25 – 50 %
50 – 75 %
75 – 100 %

Údaje o počtech se v literatuře liší. Podle sčítání lidu v roce 1930 na území žilo 24 905 obyvatel; před vystěhováním zde bydlelo 29 831 osob, tj. 8 619 rodin v 5 582 domech. Prostor cvičiště během vysídlení opustilo 17 647 osob.
V tabulce je uveden seznam všech sídel, která jsou v pramenech uváděna, jde o 73 politických obcí (z toho 14 částečně) a 180 osad z pěti soudních okresů. Některé obce byly vystěhováním dotčeny jen okrajově (např. Hrachov, kde byla vystěhována část osady Buzice, zaniklé po výstavbě Slapské přehrady). Zřízené cvičiště zasahovalo mimo to i do katastru obcí Bezmíř, Kosova Hora, Mrač, Solopysky a Tomice, ale šlo o území bez osídlení. Naproti tomu nebyly vůbec vystěhovány osady Brodce a Zbořený Kostelec z obce Pecerady, které ležely uvnitř území, a to proto, že většina jejich obyvatel pracovala v blízké továrně Jawa, jež byla převedena na zbrojní výrobu. V Sedlčanech a Benešově (236 domů v jižní části ohraničené silnicí a nádražím a k němu přilehlému obytnému bloku) byli vystěhování i obyvatelé žijící mimo hranice cvičiště.
| Obec               | Včetně osad                                                                    | Datum vystěhování | Zóna | Soudní okres | Poznámka                       |
| ------------------ | ------------------------------------------------------------------------------ | ----------------- | ---- | ------------ | ------------------------------ |
| Blaženice          | Měřín                                                                          | 1942-09-15        | I.   | Neveklov     |                                |
| Dalešice           |                                                                                | 1942-09-15        | I.   | Neveklov     |                                |
| Hostěradice        | Rakousy                                                                        | 1942-09-15        | I.   | Jílové       |                                |
| Hradištko          | Pikovice, Brunšov                                                              | 1942-09-15        | I.   | Jílové       |                                |
| Jablonná           | Nebřich                                                                        | 1942-09-15        | I.   | Neveklov     |                                |
| Kamenný Přívoz     |                                                                                | 1942-09-15        | I.   | Neveklov     | část obce                      |
| Krňany             |                                                                                | 1942-09-15        | I.   | Neveklov     |                                |
| Podělusy           |                                                                                | 1942-09-15        | I.   | Neveklov     |                                |
| Rabyně             | Loutí, Nedvězí                                                                 | 1942-09-15        | I.   | Neveklov     |                                |
| Teletín            |                                                                                | 1942-09-15        | I.   | Neveklov     |                                |
| Třebsín            | Závist                                                                         | 1942-09-15        | I.   | Neveklov     |                                |
| Tuchyně            | Lhota, Maskovice                                                               | 1942-09-15        | I.   | Neveklov     | obec ve dvou zónách            |
| Vysoký Újezd       | Větrov                                                                         | 1942-09-15        | I.   | Neveklov     |                                |
| Břežany            | Vensov                                                                         | 1942-10-15        | I.   | Neveklov     |                                |
| Lešany             | Nová Ves                                                                       | 1942-10-15        | I.   | Neveklov     |                                |
| Bělice             | Netluky                                                                        | 1943-04-01        | II.  | Neveklov     |                                |
| Bukovany           | Vidlákova Lhota, Buková Lhota                                                  | 1943-04-01        | II.  | Benešov      |                                |
| Chářovice          | Dunávičky                                                                      | 1943-04-01        | II.  | Neveklov     |                                |
| Chleby             | Dunávice                                                                       | 1943-04-01        | II.  | Neveklov     |                                |
| Chrášťany          | Benice, Černíkovice, Lipka, Ouštice, Soběšovice                                | 1943-04-01        | II.  | Neveklov     |                                |
| Konopiště          | Chlístov, Zbožnice, Žabovřesky                                                 | 1943-04-01        | II.  | Benešov      | obec ve dvou zónách            |
| Krusičany          | Hamry                                                                          | 1943-04-01        | II.  | Neveklov     |                                |
| Nespeky            | pouze osada Hvozdec                                                            | 1943-04-01        | II.  | Benešov      | část obce                      |
| Netvořice          |                                                                                | 1943-04-01        | II.  | Neveklov     |                                |
| Pecerady           | Hůrka, Větrov                                                                  | 1943-04-01        | II.  | Benešov      |                                |
| Poříčí nad Sázavou |                                                                                | 1943-04-01        | II.  | Benešov      | část obce                      |
| Stranný            | Mlékovice, Radslavice                                                          | 1943-04-01        | II.  | Neveklov     | obec ve dvou zónách            |
| Tuchyně            | Všetice                                                                        | 1943-04-01        | II.  | Neveklov     | obec ve dvou zónách            |
| Týnec nad Sázavou  |                                                                                | 1943-04-01        | II.  | Benešov      | část obce                      |
| Úročnice           |                                                                                | 1943-04-01        | II.  | Benešov      |                                |
| Václavice          | Vatěkov                                                                        | 1943-04-01        | II.  | Benešov      |                                |
| Benešov            |                                                                                | 1943-04-15        | —    | Benešov      | část obce na západ od trati    |
| Sedlčany           |                                                                                | 1943-08-01        | —    | Sedlčany     |                                |
| Červený Hrádek     | Lhotka, Vítěž                                                                  | 1943-10-31        | IV.  | Sedlčany     | část obce                      |
| Dublovice          |                                                                                | 1943-10-31        | IV.  | Sedlčany     |                                |
| Hořetice           | Brdečný, Hodětice, Hůrka                                                       | 1943-10-31        | IV.  | Neveklov     |                                |
| Hrachov            | pouze osada Buzice                                                             | 1943-10-31        | IV.  | Sedlčany     | část obce                      |
| Kňovice            | Kňovičky, Úsuší                                                                | 1943-10-31        | IV.  | Sedlčany     |                                |
| Křepenice          |                                                                                | 1943-10-31        | IV.  | Sedlčany     |                                |
| Líchovy            | Bučily, Zvírotice                                                              | 1943-10-31        | IV.  | Sedlčany     | část obce                      |
| Nalžovice          | Chlum, Nová Ves                                                                | 1943-10-31        | IV.  | Sedlčany     |                                |
| Nalžovické Podhájí | Hluboká, Oboz                                                                  | 1943-10-31        | IV.  | Sedlčany     |                                |
| Osečany            | Velběhy                                                                        | 1943-10-31        | IV.  | Sedlčany     | obec ve dvou zónách            |
| Prosenická Lhota   | Břišejov, Luhy, Prosenice                                                      | 1943-10-31        | IV.  | Sedlčany     | obec ve dvou zónách            |
| Příčovy            |                                                                                | 1943-10-31        | IV.  | Sedlčany     |                                |
| Radíč              | Dubliny, Hrazany, Žďár                                                         | 1943-10-31        | IV.  | Sedlčany     |                                |
| Sestrouň           | Hradišťko, Zberaz                                                              | 1943-10-31        | IV.  | Sedlčany     |                                |
| Suchdol            |                                                                                | 1943-10-31        | IV.  | Sedlčany     |                                |
| Štětkovice         | Chrastava                                                                      | 1943-10-31        | IV.  | Sedlčany     | část obce, obec ve dvou zónách |
| Blažim             |                                                                                | 1943-12-31        | III. | Neveklov     |                                |
| Bystřice           |                                                                                | 1943-12-31        | III. | Benešov      | část obce na západ od trati    |
| Jírovice           | Hůrka, Chvojen, Jarkovice, Semovice                                            | 1943-12-31        | III. | Benešov      |                                |
| Konopiště          | Pomněnice                                                                      | 1943-12-31        | III. | Benešov      | obec ve dvou zónách            |
| Krchleby           |                                                                                | 1943-12-31        | III. | Neveklov     |                                |
| Křečovice          | Skrýšov, Zhorný                                                                | 1943-12-31        | III. | Neveklov     |                                |
| Nahoruby           | Poličany                                                                       | 1943-12-31        | III. | Neveklov     |                                |
| Nesvačily          | Petrovice                                                                      | 1943-12-31        | III. | Benešov      |                                |
| Neštětice          | Doloplazy, Chvojínek                                                           | 1943-12-31        | III. | Neveklov     |                                |
| Neveklov           | Dubovka                                                                        | 1943-12-31        | III. | Neveklov     |                                |
| Osečany            | Paseky                                                                         | 1943-12-31        | III. | Sedlčany     | obec ve dvou zónách            |
| Přibyšice          | Kožlí                                                                          | 1943-12-31        | III. | Benešov      |                                |
| Stranný            | Borovka, Břevnice, Heroutice, Hůrka Kapinos, Spolí, Tloskov, Zádolí, Zárybnice | 1943-12-31        | III. | Neveklov     | obec ve dvou zónách            |
| Tisem              |                                                                                | 1943-12-31        | III. | Benešov      |                                |
| Tvoršovice         | Mlýny                                                                          | 1943-12-31        | III. | Benešov      |                                |
| Vlkonice           | Strážovice                                                                     | 1943-12-31        | III. | Neveklov     |                                |
| Zahrádka           | Bezejovice, Dlouhá Lhota, Libeč, Zaječí, Zálesí 2. díl                         | 1943-12-31        | III. | Neveklov     |                                |
| Zderadice          | Mstětice, Řehovice, Tikovice, Vráce, Záhoří                                    | 1943-12-31        | III. | Neveklov     |                                |
| Živohošť           | Ústí                                                                           | 1943-12-31        | III. | Neveklov     | část obce                      |
| Božkovice          | Radošovice, Tožice                                                             | 1944-04-01        | V.   | Votice       |                                |
| Drachkov           | Zahořany                                                                       | 1944-04-01        | V.   | Votice       |                                |
| Křešice            | pouze osady Podolí, Slavkov                                                    | 1944-04-01        | V.   | Votice       | část obce                      |
| Maršovice          | Podmaršovice, Zálesí 1. díl                                                    | 1944-04-01        | V.   | Neveklov     |                                |
| Minartice          | Sledovice                                                                      | 1944-04-01        | V.   | Votice       |                                |
| Olbramovice        | pouze osada Zahradnice                                                         | 1944-04-01        | V.   | Votice       | část obce                      |
| Prosenická Lhota   | Klimětice                                                                      | 1944-04-01        | V.   | Sedlčany     | obec ve dvou zónách            |
| Rudoltice          | Hůrka, Libohošť, Manělovice                                                    | 1944-04-01        | V.   | Votice       |                                |
| Šebáňovice         | Sedlečko, Strnadice                                                            | 1944-04-01        | V.   | Neveklov     |                                |
| Štětkovice         | Bořená Hora                                                                    | 1944-04-01        | V.   | Sedlčany     | část obce, obec ve dvou zónách |
| Vrchotovy Janovice | Braštice, Janovice, Mrvice                                                     | 1944-04-01        | V.   | Votice       | část obce                      |

## Vysídlení v literatuře
O osudech obyvatel z vysidlované oblasti pojednává novela Markéty Vrlové (vl. jm. RNDr. Eva Hertlová) Psané skály, vydaná roku 1949 a 1992. Kniha se dočkala rozhlasového zpracování v roce 2005.